# Christus ist auferstanden
|  | Dieser Artikel wurde aufgrund von akuten inhaltlichen oder formalen Mängeln auf der Qualitätssicherungsseite des Portals Christentum eingetragen. Bitte hilf mit, die Mängel dieses Artikels zu beseitigen, und beteilige dich bitte an der Diskussion. |

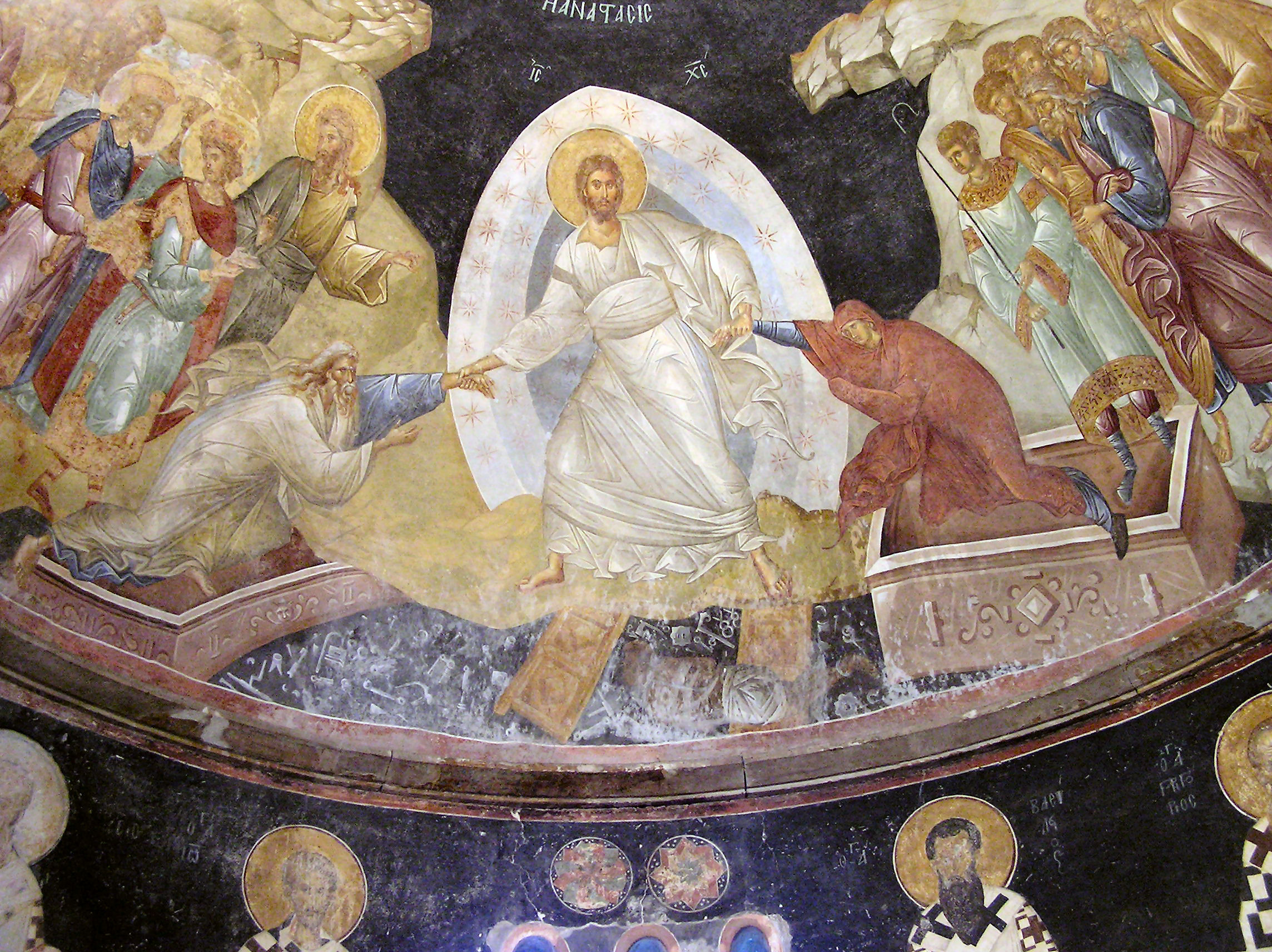
Am Karsamstag wird in der orthodoxen Kirche der Abstieg Christi in den Hades gefeiert.

Das Ostertroparion oder Christus ist auferstanden! (Χριστός Ανέστη! Christós Anésti!) ist ein bekanntes Troparion der orthodoxen Kirche.
Es wird in der Osterzeit, d. h. am Fest der Auferstehung Christi, und vierzig Tage lang, d. h. bis zu Christi Himmelfahrt, am Mittwoch vor dem Fest der Himmelfahrt als Grußwort verwendet. Es gilt als das Herzstück der Osterbotschaft.

## Text
„Χριστὸς ἀνέστη ἐκ νεκρῶν,

θανάτῳ θάνατον πατήσας

καὶ τοῖς ἐν τοῖς μνήμασι

ζωὴν χαρισάμενος!

(Christós anésti ek nekrón

thanáto thánaton patísas

ke tis en tis mnímasi

zoín charisámenos!)“
„Christus ist erstanden von den Toten,

hat den Tod durch den Tod zertreten

und denen in den Gräbern

das Leben geschenkt!“
Die erste Zeile ist eine Paraphrase von 1 Kor 15,20 . Das Troparion ist Teil der Ostermesse des byzantinischen Ritus und ist seit dem 5. und 6. Jahrhundert in Gebrauch. Sein Ursprung ist unbekannt. Metropolit Hilarion Alfejew (2009) setzt seinen Ursprung im 2. Jahrhundert an.
Obwohl der Hymnus kurz ist, fasst er im Wesentlichen die Ereignisse der letzten drei Tage der Karwoche zusammen. Am Karfreitag starb er den Tod, am Karsamstag schenkte er denen im Grab das Leben, und am Ostersonntag erstand Christus von den Toten. Dies ist die Reihenfolge der Ereignisse, wie sie in den Evangelien geschildert wird. Nachdem Christus zunächst durch seinen eigenen Tod am Karfreitag den Tod überwunden hatte, schenkte er am Karsamstag den Menschen in den Gräbern oder im Hades das Leben und stand schließlich am Ostersonntag von den Toten auf.

## Gebrauch
Nach dem Zeugnis des Jerusalemer Tropologions (oder Iadgari, einer antiken Hymnographie, die nur in einer georgischen Übersetzung aus dem 8. Jahrhundert gefunden wurde) wurde das Troparion am Ende der Auferstehung beim späten Ostergottesdienst in Jerusalem gesungen. Nach dem Typikon der Großen Kirche war das Troparion im 10. Jahrhundert Teil der nichtmonastischen Liturgie in der Hagia Sophia.
Der Gruß „Christus ist auferstanden!“ und die Antwort, „Er ist wahrhaftig auferstanden!“ wird von der Auferstehung des Karsamstags und für 40 Tage danach verwendet.